# Defence Materiel Organisation
La Defence Materiel Organisation (DMO) est l'agence gouvernementale australienne responsable de l'acquisition, l'entretien, le fonctionnement et la revente de matériel pour l'armée australienne. La DMO est rattachée au ministère australien de la Défense et gère l'acquisition et l'entretien d'une large gamme de matériel comme les aéronefs, navires, véhicules, systèmes électroniques, uniformes et rations. La DMO a un budget de 11,8 milliards de dollars AUD (2009), avec plus de 6,3 milliards de dollars dépensés pour l'achat de nouveaux équipements et 5,5 milliards de dollars pour l'entretien et le fonctionnement (maintenance, mise à jour, combustibles, explosifs, munitions et pièces de rechange). En 2009, le DMO a géré quelque 210 grands projets (chacun avec un budget de plus de 20 millions de dollars) et plus de 150 projets mineurs. Elle emploie plus de 7 500 militaires et civils sous contrat dans plus de 70 sites en Australie et à l'étranger.